# Tamara Lees
Tamara Lees (14 de diciembre de 1924 - 22 de diciembre de 1999) fue una actriz cinematográfica británica. Actuó en 48 películas entre 1947 y 1961.

## Biografía
Su verdadero nombre era Diana Helena Tamara Mapplebeck, y nació en Viena, Austria, donde vivían sus padres por motivos laborales. Sin embargo, se crio y vivió en el Reino Unido, donde fue reina en varios certámenes de belleza, posó para portadas de revista, y protagonizó numerosos anuncios comerciales.
Debutó en el cine a finales de los años 1940, con pequeños papeles en películas como Bond Street (1948, de Gordon Parry) o Trottie True (1949, de Brian Desmond Hurst). Obtuvo fama gracias a dos películas, Totò sceicco (1950, de Mario Mattoli), en la cual encarnó a la reina Antinea, y Filumena Marturano (1951, de Eduardo De Filippo), en la que fue Diana, la rival de la protagonista.
Desarrolló su carrera principalmente en el género de capa y espada, el policíaco, y el melodrama italiano, aunque alternando con algunas comedias. Su fama permaneció estable en la segunda mitad de los años 1960.
Retirada en una suntuosa casa de la campiña inglesa, Tamara Lees falleció en el año 1999 en Worcestershire, Inglaterra, poco después de cumplir los setenta y cinco años de edad. En esa época estaba dedicada a la literatura y la pintura.
Desde 1946 a 1951 fue la primera mujer del actor Bonar Colleano, que falleció trágicamente en 1958 en un accidente de circulación. Posteriormente se casó con el ayudante de producción Fulvio Tiberio Vergari.

## Filmografía
- 1947 : While the Sun Shines, de Anthony Asquith
- 1948 : Bond Street, de Gordon Parry
- 1948 : A Piece of Cake, de John Irwin
- 1949 : Stop Press Girl, de Michael Barry
- 1949 : Marry Me, de Terence Fisher
- 1949 : Trottie True, de Brian Desmond Hurst
- 1949 : Il falco rosso, de Carlo Ludovico Bragaglia
- 1950 : Romanticismo, de Clemente Fracassi
- 1950 : Vita da cani, de Mario Monicelli y Steno
- 1950 : Her Favorite Husband, de Mario Soldati
- 1950 : Totò sceicco, de Mario Mattoli
- 1951 : Bellezze a Capri, de Adelchi Bianchi
- 1951 : Filumena Marturano, de Eduardo De Filippo
- 1951 : Il lupo della frontiera, de Edoardo Anton
- 1951 :  Tizio, Caio e Sempronio, de Marcello Marchesi, Vittorio Metz y Alberto Pozzetti
- 1951 : Canzone di primavera, de Mario Costa
- 1951 : La ciudad se defiende (La città si difende), de Pietro Germi
- 1951 : Verginità, de Leonardo De Mitri
- 1952 : Il moschettiere fantasma, de Max Calandri y William French
- 1952 : È arrivato l'accordatore, de Duilio Coletti
- 1952 : Il tallone di Achille, de Mario Amendola y Ruggero Maccari
- 1952 : Le meravigliose avventure di Guerrin Meschino, de Pietro Francisci
- 1952 : La tratta delle bianche, de Luigi Comencini
- 1952 : Il segreto delle tre punte, de Carlo Ludovico Bragaglia
- 1953 : Anna perdonami, de Tanio Boccia
- 1953 : Balocchi e profumi, de F.M. De Bernardi y Natale Montillo
- 1953 : Perdonami!, de Mario Costa
- 1953 : Noi peccatori, de Guido Brignone
- 1953 : Frine, cortigiana d'Oriente, de Mario Bonnard
- 1953 : Ti ho sempre amato!, de Mario Costa
- 1954 : Terra straniera, de Sergio Corbucci
- 1954 : La contessa di Castiglione, de Georges Combret )
- 1954 : La cortigiana di Babilonia, de Carlo Ludovico Bragaglia
- 1954 : I cavalieri della regina, de Mauro Bolognini
- 1955 : Canzoni di tutta Italia, de Domenico Paolella
- 1955 : Torna piccina mia, de Carlo Campogalliani
- 1955 : Addio, Napoli!, de Roberto Bianchi Montero
- 1955 : La donna più bella del mondo, de Robert Z. Leonard
- 1956 : Serenata al vento, de Luigi Latini de Marchi
- 1956 : Incatenata dal destino, de Enzo Di Gianni
- 1956 : Lo spadaccino misterioso, de Sergio Grieco
- 1957 : Ho amato una diva, de Luigi Latini de Marchi
- 1957 : Orizzonte infuocato, de Roberto Bianchi Montero
- 1957 : Il tiranno del Garda, de Ignazio Ferronetti
- 1958 : Le imprese di una spada leggendaria, de Nathan Juran y Frank McDonald
- 1958 : 3 straniere a Roma, de Claudio Gora
- 1959 : Agosto, donne mie non vi conosco, de Guido Malatesta
- 1959 : Mantelli e spade insanguinate, de Nathan Juran y Frank McDonald
- 1961 : Una spada nell'ombra, de Luigi Capuano